# Pierrafortscha
Pierrafortscha (en alemán Perfetschied) es una comuna suiza del cantón de Friburgo, situada en el distrito de Sarine. Limita al noroeste con la comuna Friburgo, al noreste con Sankt Ursen, al suroeste con Tentlingen, al sur con Villarsel-sur-Marly, y al oeste con Marly.

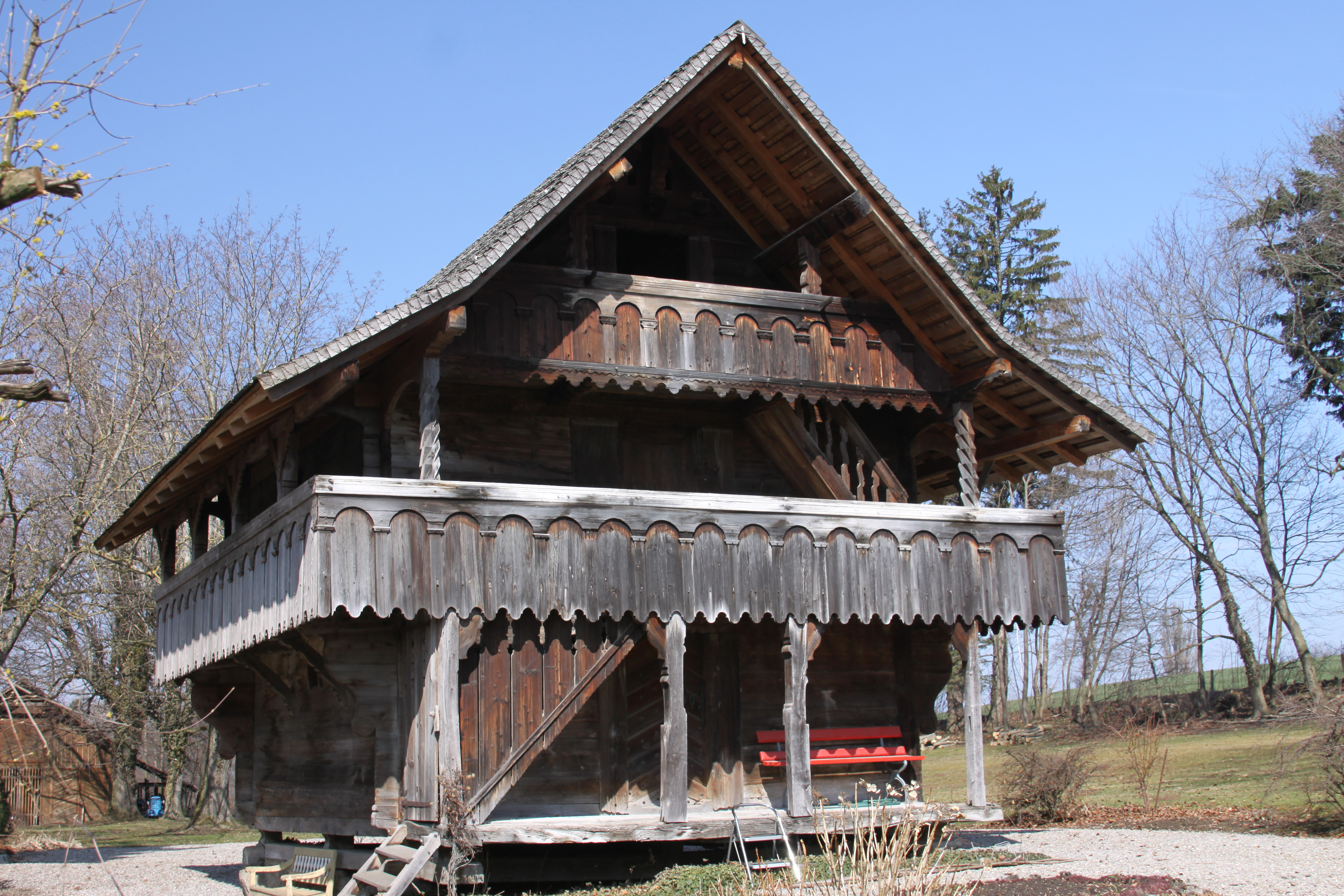
Granero del Castillo d'En Haut.